# Serrasalmus irritans
Espèce
Synonymes
- Serrasalmo irritans Peters, 1877[2]
- Serrasalmus fernandezi Fernández-Yépez, 1965[3]

Serrasalmus irritans est une espèce de piranhas de la famille des Serrasalmidae.

## Répartition
Serrasalmus irritans est endémique du bassin de l'Orénoque au Venezuela.

## Description
Serrasalmus irritans est un poisson très élancé, avec un long museau pointu en forme de « V ». Les spécimens adultes peuvent atteindre 15 cm.